# NGC 1
NGC 1 — спиральная галактика в созвездии Пегаса. Расположена в 190 млн световых лет от Земли. Диаметр галактики — примерно 90 000 св. лет, что немногим меньше нашей. Она была открыта немецким астрономом Генрихом Луи Д’Арре 30 сентября 1861 года.
Галактика является первым объектом «Нового общего каталога». Занесение в каталог (эпоха J1860.0) шло по прямому восхождению, начиная с самого низкого. С тех пор координаты сместились из-за прецессии земной оси, и галактика теперь имеет не самое низкое прямое восхождение среди объектов, перечисленных в NGC; как минимум 30 объектов NGC обладают меньшим прямым восхождением в экваториальных координатах эпохи 2000,0. NGC 1 может наблюдаться визуально в любительские 6-дюймовые телескопы.
NGC 1 описана в «Новом общем каталоге» как «тусклая, маленькая, округлая, между звёздами 11-й и 14-й величины». Примерно в 1,8 угловой минуты к югу находится более тусклая и значительно более удалённая от нас галактика NGC 2. Галактики образуют видимую пару, но физически они не связаны друг с другом, так как расстояние между ними составляет около 45 Мпк (около 140 миллионов световых лет), почти половина того, что отделяет нас от NGC 2.

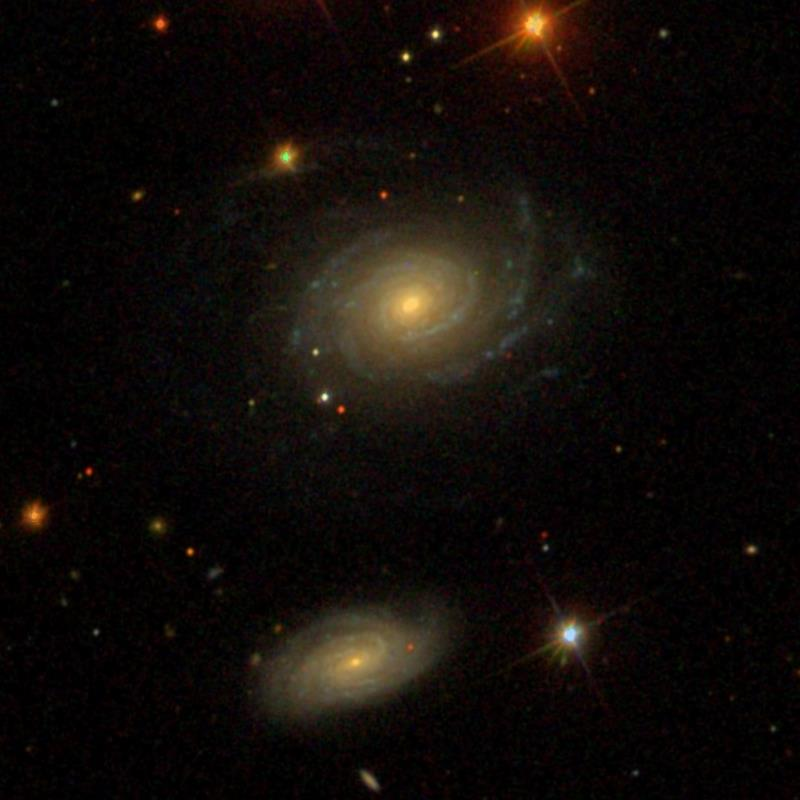
Визуальная (физически не связанная) пара спиральных галактик NGC 1 (сверху) и NGC 2

Галактика NGC 1 входит в состав группы галактик NGC 23. Помимо NGC 1 в группу также входят UGC 69, NGC 23, NGC 26, UGC 127, UGC 79 и UGC 110.